# Dušan Stucin
Dušan Stucin, slovenski biokemik, kemik in pedagog, * 13. avgust 1915, Dunaj, † 15. april 1976, Ljubljana.

## Življenjepis
Rodil se je na Dunaju očetu Martinu Stucinu, obrtniku, in materi Olgi, rojeni Gans. Ko je bil še otrok, so se preselili v Maribor, kjer je obiskoval osnovno šolo in nato maturiral na klasični gimnaziji leta 1934 . Med študijem je deloval v levičarskih študentskih klubih Mladi Triglav in Njiva. 4. maja 1939 je z odliko diplomiral na kemijskem oddelku Tehniške fakultete Univerze v Ljubljani. Najprej se je zaposlil v industriji, marca 1941 pa na interni kliniki Medicinske fakultete v Ljubljani kot asistent. Do septembra 1942, ko so ga aretirali, je na tej novoustanovljeni kliniki uredil in vodil biokemijski laboratorij.
Med okupacijo je sodeloval z OF predvsem kot kemik pri pripravi razstreliv za sabotažne akcije. Zaradi sodelovanja s slovenskim odporniškim gibanjem je bil obsojen na 7 let zapora. Kazen je prestajal najprej v Parmi v  Italiji. V zaporu je povezal jetnike in organiziral gladovno stavko. Po kapitulaciji Italije so ga Nemci internirali v delovno taborišče v Essnu, kjer je šest mesecev delal kot metalograf v raziskovalnem inštitutu F. Krupp na oddelku za nerjaveča jekla. Konec avgusta 1944 je ušel iz internacije in se pridružil Zasavsko-Kamniškemu odredu. Od septembra 1944 do konca vojne je sodeloval v NOB in zadnjih nekaj mesecev bil strokovni vodja improviziranega kemijsko-farmacevtskega laboratorija v Črnomlju.
Po demobilizaciji maja 1945 je delal na Upravi za proizvodnjo, nabavo in razdeljevanje sanitetnega blaga. 
1. avgusta 1945 je bil imenovan za docenta za eksperimentalno kemijo in predstojnika Inštituta za kemijo Medicinske fakultete Univerze v Ljubljani. Razen tega, da je poučeval na Medicinski fakulteti Univerze v Ljubljani, je honorarno predaval do leta 1952 na Prirodoslovno-matematični fakulteti Univerze v Ljubljani študentom biologije Splošno in anorgansko kemijo, v letih 1949 do 1952 pa na isti fakulteti tudi kemikom predmet Izbrana poglavja iz biokemije in encimatike. Leta 1953 je študiral v Angliji pri dr. R.  Consdenu in dr. L.E. Glynnu.
Leta 1960 je bil izvoljen za izrednega profesorja. Na magistrskem študiju na Fakulteti za naravoslovje in tehnologijo je predaval o kemiji proteinov. Za rednega profesorja je bi izvoljen leta 1969. Leto kasneje je Medicinska fakulteta Univerze v Ljubljani ustanovila Inštitut za biokemijo iz hkrati ukinjenih inštitutov za kemijo in za fiziološko kemijo. Postal je njegov predstojnik, kmalu zatem pa je zbolel. 
Je nosilec Spomenice 1941 ter Medalje za hrabrost in prejemnik več drugih odlikovanj: Red zaslug za narod III. stopnje, Red dela, Red zaslug za narod s srebrno zvezdo.

## Delo
Že med študijem je aktivno delal v strokovnem društvu kemikov. Udeležil se je prvega sestanka kemikov FLRJ v Zagrebu leta 1951, nato pa od leta 1953 več kemijskih konferenc v tujini. Ob poučevanju na Univerzi v Ljubljani je predaval tudi na raznih tečajih in seminarjih. Aktiven je bil tudi v odboru Slovenskega kemijskega društva od njegove ustanovitve leta 1951, v uredniškem odboru Vestnika Slovenskega kemijskega društva, bil pa je tudi član plenuma Unije kemijskih društev FLRJ. Postal je predsednik Biokemijske sekcije Slovenskega kemijskega društva ob njegovi ustanovitvi.
Eno mandatno obdobje je bil član Sveta za znanost, tri mandatna obdobja pa predsednik Komisije za materialna vprašanja pri upravi Univerze v Ljubljani. Ob tem je bil član sveta inštituta za farmacevtske raziskave Farmis vse do njegove reorganizacije, član sveta in uprave univerzitetnega Inštituta za kemijo (predhodnika Fakultete za naravoslovje in tehnologijo), član sveta Biološkega inštituta, sveta Medicinske fakultete Univerze v Ljubljani, dva mandata pa je tudi vodil podkomisijo za biološke vede Komisije za znanstvenoraziskovalno delo Univerze v Ljubljani.
Njegovo raziskovalno delo je obsegalo predvsem področji biološko aktivnih snovi rastlinskega izvora in modificiranih škrobov.